# Èmfasi
En retòrica, l'èmfasi és un trop que consisteix a emprar una paraula o expressió en un sentit més restringit i precís del que habitualment té en la llengua comuna, per tal d'intensificar un determinat sentit. Es pot considerar una forma de sinècdoque. Per exemple: en "és tot un home", la paraula  home  no designa l'ésser humà home, sinó al conjunt de qualitats pròpies de la virilitat. D'aquesta manera, l'aplicació d'aquesta frase a un home es fa per tal de subratllar la masculinitat de la persona en qüestió.